# Dekanat krzepczowski
Dekanat krzepczowski – nieistniejący dekanat należący do archidiecezji łódzkiej.
W skład dekanatu wchodziło 6 parafii:
- Parafia Świętego Mikołaja Biskupa w Gomulinie
- Parafia Świętego Stanisława Kostki i Najświętszej Maryi Panny – Matki Kościoła w Karlinie
- Parafia Świętego Wojciecha w Krzepczowie
- Parafia Świętego Ignacego Loyoli w Suchcicach
- Parafia Matki Boskiej Nieustającej Pomocy w Szydłowie
- Parafia Najświętszej Maryi Panny Królowej Polski i Świętego Jana Vianney w Woli Kamockiej